# Bål (botanik)

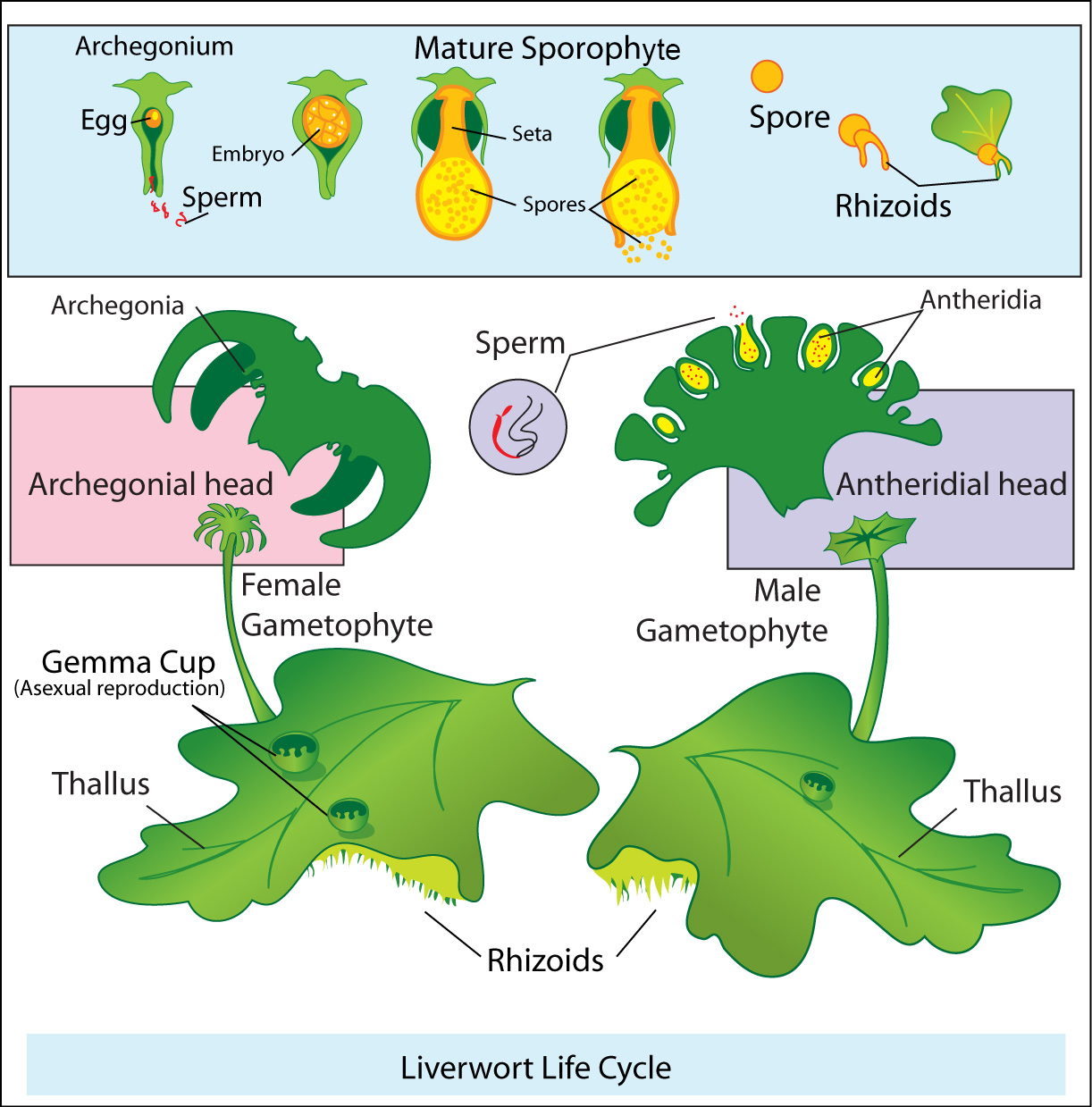
Livscykeln för en levermossa

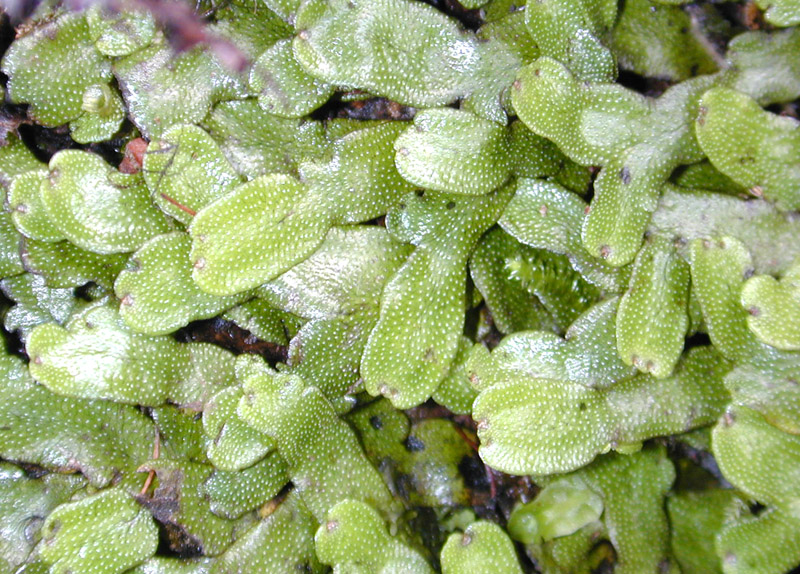
Bålen hos ett antal individer av levermossa

I botaniken är bål eller thallus huvuddelen av vissa organismer. Det handlar om den relativt okomplicerade strukturen hos vissa alger, svampar, lavar och växter som inte är kärlväxter och som inte kan delas in i rötter, stjälkar och blad. Thallus utför alla grundläggande biologiska funktioner såsom fotosyntes, absorption, och reproduktion.
Thallus kan vara enkelskiktad eller flerskiktad och varierar i form från trådformad till platt och bladliknande.
I många alger och lavar absorberas vatten och näringsämnen direkt genom thallusens yta, eftersom de inte har rötter.
Thallusen bär ofta reproduktiva strukturer som sporer eller gameter. Hos lavar, exempelvis, finns ofta specifika strukturer på thallus som är inblandade i reproduktion.
Thallusstrukturen är ett exempel på hur vissa grupper av organismer har utvecklats för att överleva och reproducera sig utan de komplexa organ som finns hos högre växter. Denna enkelhet hjälper oss att förstå livets evolution ära anpassningar.

## Exempel
Många typer av alger, både från sötvatten och marina miljöer, har thallusstrukturer. De kan variera från mikroskopiska till stora sjögräsarter.
Många svampar har en thallus som utgör deras mycelium, det vill säga det nätverk av hyfer (trådliknande celler) som sprider sig genom jord eller annat substrat.
Lavar är symbiotiska organismer bestående av en svamp och en fotosyntetiserande partner (oftast en alg eller en cyanobakterie). Deras kropp, thallus, är anpassad till att överleva i extremt tuffa miljöer.